# Bolsa de Ouro de Nova Iorque
A Bolsa de Ouro de Nova Iorque (New York Gold Exchange), fundada em 1862, foi uma instituição de comercialização formada logo após o início da Guerra Civil Americana para o propósito de criar um mercado aberto para as operações envolvendo ouro, enquanto o governo criou (organizou) o papel-moeda (dólar). Ela fechou em 1897.

## História

### Durante a Guerra Civil
A Bolsa foi fundada em 1862 em um porão na Rua Nova (New Street). Ela foi criada durante a Guerra Civil Americana, quando a União emitiu papel-moeda para financiar o esforço de guerra. O comércio de ouro foi inicialmente proibida na New York Stock Exchange (Bolsa de Valores de Nova Iorque), porquê via como apátrida a especulação em tempos de guerra. Isso ocorreu por causa de uma vitória dos Confederados, que resultou em um aumento do preço do ouro em relação ao dólar americano, fazendo com que comerciantes de ouro cantassem "Dixie" na Bolsa quando receberam a notícia dessa vitória Confederada. Abraham Lincoln em um momento, manifestou publicamente, o desejo de que "todos eles [os especuladores de ouro] atirassem em suas cabeças diabólicas."

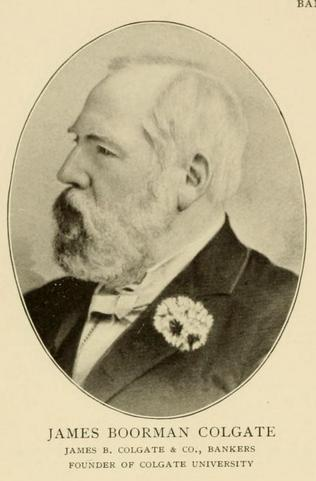
James Boorman Colgate, um dos fundadores da Bolsa de Ouro de Nova Iorque, e o seu presidente por um tempo

O banimento do comércio de ouro na New York Stock Exchange "quase parou o comércio por um instante", os comerciantes de ouro se mudaram para diversos porões em Wall Street, William Street e Broad Street. As Negociação mudaram-se, sucessivamente, de "uma toca mal iluminada chamada Coal Hole" para Gilpin's News Room, também chamada de Gold Room de Gilpin. Não está claro quem era Gilpin.
Em 17 de junho de 1864, o Congresso, irritado com as especulações, aprovou uma lei proibindo as negociações de ouro em qualquer lugar, exceto no escritório dos corretores. Isso interrompeu brevemente a troca, mas as transações de rua não regulamentadas continuaram. A especulação não foi frustrada, e o preço do ouro em relação aos dólar subiu. O congresso revogou a lei duas semanas depois.
Gilpin reabriu com o nome de "New York Gold Exchange" no mesmo ano, e foi incorporada em 14 de outubro de 1864. A nova instalação da New York Gold Exchange, localizada na esquina da William Street com a Exchange Place, foi geralmente conhecido simplesmente como o Gold Room. A troca profusamente "antecipou a aurora Idade Dourada."
O empresário James Boorman Colgate foi fundador e presidente da New York Gold Exchange. Outros fundadores do Gold Exchange incluíram Levi P. Morton, um jovem J. P. Morgan, e outros membros de Wall Street. Samuel Spahr Laws, um gerente da Gold Exchange, inventou o Laws Gold Indicator (um predecessor da máquina ticker tape) para exibir o preço atual do ouro tanto para os operadores no pregão quanto para o público na rua. A taxa anual de filiação foi de US$25, embora este foi rapidamente aumentado para US$200, US$1.000 e, finalmente, para US$2.500.
O comércio de ouro foi significativo para o comércio exterior dos EUA, mas a maioria dos negócios na Bolsa foi especulativa. O historiador John Steele Gordon observa que "centenas de especuladores puros" negociaram no Gilpin, mas que "comerciantes respeitáveis que precisavam de ouro para fins comerciais ou para se proteger contra as flutuações no preço dos greenbacks" também foram negociados lá. O historiador de negócios Robert Sobel chamou a bolsa de ouro de "o mercado mais informal e mais selvagem da história dos Estados Unidos" por causa de suas enormes perdas de lucros, sua alta taxa de falência e ocorrências freqüentes de "adulteração, e entrega atrasada" de ouro. Depois de uma série de roubos de ouro, os corretores da bolsa montaram um sistema de certificados privados que podiam ser sacados por depósitos no Bank of New York. Como resultado do acordo, o Bank of New York tornou-se o segundo maior detentor de ouro no país, depois do Governo Federal dos EUA. Em 1865, no entanto, E. B. Ketchum, da Ketchum, Son & Co., forneceu mais de US $ 1,5 milhão e depois fugiu; Este e outros episódios deste tipo levaram ao estabelecimento de um Gold Exchange Bank, com declarações de reserva de conta diária e outras medidas antifraude.

### Após a Guerra Civil
O Gold Exchange New York tornou-se parte da New York Stock Exchange em 1865. A Bolsa de Ouro foi o locus da Black Friday (pânico financeiro) de 1869, que ocorreu após Jay Gould e James Fisk tentarem monopolizar o mercado de ouro. No litígio que se seguiu (ouvido pelo juiz Albert Cardozo) David Dudley Field representou Fisk, enquanto Clarence Armstrong Seward e Charles M. Da Costa representaram a Bolsa de Valores de Nova York e a Bolsa de Ouro de Nova York..
O comércio de ouro tornou-se menos lucrativo à medida que o mercado de ações se tornou mais estável, e a Bolsa parou de operar em 1º de janeiro de 1897, após a retomada da especulação.